# Waterdunen
Waterdunen è stata un'isola situata tra le ex-isole di Wulpen e Koezand presso l'estuario della Schelda Occidentale nei Paesi Bassi. Il villaggio principale dell'isola, che aveva lo stesso nome, è stato relativamente popolato visto che i tributi pagati dallo stesso superavano quelli pagati da villaggi vicini. Secondo alcune fonti l'isola e il villaggio subirono notevoli distruzioni da un'inondazione avvenuta nel 1357. Completamente ricostruita, Waterdunen sparì definitivamente nel 1570, a seguito dell'inondazione di Ognissanti.